# ماهيكا جور
ماهيكا جور (من مواليد 9 مارس 2006م) هي لاعبة كريكيت ولدت في انكلترا ولعبت لصالح أندية كمبريا و نورث ويست ثاندر ومانشستر أوريجينالز. وتلعب بمركز رامية سريعة يسارية. مثلت منتخب الإمارات العربية المتحدة بين عامي 2019 و2022م, وكانت أول مباراة لها في بطولة بطولة توينتي الدولية النسائية للكريكيت الدولية ضد إندونيسيا وهي سن الثانية عشرة. في شهر آب لعام 2023م تم اختيارها لأول مرة ضمن تشكيلة منتخب إنجلترا.

## الاحتراف المحلي
تحمل اللاعبة ماهيكا جور جواز سفر بريطاني لذلك يسمح لها بلعب الكريكيت في إنجلترا كلاعبة محلية. في شهر تموز لعام2022م, وقعت عقداً مع فريق مانشستر أوريجينالز لموسم 2022 من البطولة المئوية. قبل ذلك لعبت في أكاديمية فريق نورث ويست ثاندر، وحصلت على معدل 3/25 في مباراة ضد فريق أكاديمية نورذَن دايمُندز في 23 تموز 2022م. بعد ذلك انضمت إلى فريق شمال غرب ثاندرز خلال موسم 2023. لعبت أيضًا مع نادي كمبريا في كأس العشرين للسيدات 2023. في شهر تموز لعام 2023م تم الإعلان عن توقيعها عقدًا احترافيًا بدوام جزئي مع نادي ثاندر حتى نهاية موسم 2024.

## الاحتراف الدولي
لعبت جور لأول مرة مع منتخب الإمارات العربية المتحدة عندما كانت تبلغ من العمر 12 عامًا حيث شاركت في بطولة تايلاند للسيدات 2019. و ظهرت لأول مرة في بطولة العشرين الدولية للسيدات (WT20I) في 19 يناير 2019 ضد منخب إندونيسيا. واصلت اللعب لمنتخب دولة الإمارات العربية المتحدة في تصفيات آسيا للسيدات 2019 و تصفيات آسيا لكأس العالم للسيدات 2021 و كأس الخليج للسيدات 2022.
خلال تصفيات كأس العالم للسيدات تحت 19 سنة في آسيا حصلت جور على معدل 5/2 من أربعة تقدمات للمساعدة في التغلب على منتخب نيبال للكريكت للسيدات مقابل 8 نقاط. و أنهت جور البطولة التي فازت بها دولة الإمارات العربية المتحدة كثاني أكبر عدد من الحاصلين على الويكيت بـ 11 ويكيت بعدل 2.36 لكل مباراة. في تشرين أول 2022م, لعبت في كأس آسيا للسيدات , وكانت أكثر لاعبات منتخب الإمارات في مجال أخذ الويكيت بستة ويكيت بمعدل 19.83.
في كانون أول 2022م تم اختيار جور للانضمام لمنتخب الإمارات العربية المتحدة لكأس العالم تحت 19 عامًا للسيدات 2023. حيث سجلت 79 نقطة وحصلت على نصيبين في البطولة. في حزيران 2023م تم اختيار جور ضمن منتخب إنجلترا للسيدات أ لمباريات T20 ضد أستراليا للسيدات أ. وفي آب 2023م تم اختيارها ضمن تشكيلة إنجلترا لمواجهاتها ضد سريلانكا.

## روابط خارجية
- ماهيكا جور at ESPNcricinfo